# 好子
好子(こうし)または強化子（英: Reinforcer）とは、ある行動の直後に出現し、以後のその行動の生起頻度を増加させるような環境の変化（刺激の提示や刺激の増加）のことを言う。簡易的に、行動を強化するものと説明されることがある（ある行動があり、その行動の直後に提示されることで、その行動の生起頻度が増える）。
逆にある行動に対して好子（強化子）の提示を中止、または減少させることによって、行動の生起頻度を減少させることができるものも強化子として定義される。